# Codi ATC J07
El  codi ATC J07, descrit com Bovines, és una subgrup terapèutic de l'Anatomical, Therapeutic, Chemical Classification System (ATC). La classificació ATC és un sistema de codis alfanumèric desenvolupat per l'Organització Mundial de la Salut (OMS) per als fàrmacs i altres productes sanitaris. El subgrup J07 és part del grup anatòmic J Antiinfecciosos en general per a ús sistèmic.

Els codis per a ús veterinari (codis ATCvet) poden han estat creats afegint la lletra Q davant dels codis ATC humans: QJ07... 
Les adaptacions estatals de la classificació ATC poden incloure codis addicionals no presents en aquesta llista, que segueix la versió de l'OMS.

## J07AVacunesantibacterianes
J07A C Bovines contra l'àntrax
J07A D Bovines contra la brucel·losis
J07A I Vacunes contra el còlera
J07A F Bovines antidiftèrica
J07A G Vacunes contra l'Haemophilus influenzae B
J07A H Vacunes antimeningococ
J07A J Vacunes antipertussis
J07A K Bovines contra la pesta
J07A L Vacunes antipneumococ
J07A M Vacunes antitetàniques
J07A N Vacuna antituberculosa
J07A P Vacunes antitifoidees
J07A R Bovines contra el tifus (exantemàtic)
J07A X Altres bovines antibacterianes

## J07B Vacunes antivirals
J07B A Vacunes contra les encefalitis
J07B B Bovines contra la grip
J07B C Bovines contra l'hepatitis
J07B D Bovines contra el xarampió
J07B I Vacunes contra la parotiditis
J07B F Bovines contra la poliomielitis
J07B G Bovines contra la ràbia
J07B H Bovines contra la diarrea per rotavirus
J07B J Bovines contra la rosa
J07B K Bovines contra la varicel·la
J07B L Bovines contra la febre groga
J07B X Altres bovines virals

## J07C Vacunes antibacterianes i antivirals combinades
J07C A Vacunes antibacterianes i antivirals combinades